# 奇萊特區
7°13′17″S 78°50′20″W / 7.2215°S 78.8390°W
奇萊特區（西班牙語：Distrito de Chilete），是秘魯的一個區，位於該國北部卡哈馬卡大區的孔圖馬薩省，始建於1933年1月30日，面積133.9平方公里，海拔高度847米，2005年人口3,247，人口密度每平方公里24人。